# Thomas Linacre
Thomas Linacre, död 1524, var en engelsk humanist och läkare. Linacre House vid The King's School, Canterbury har fått sitt namn efter honom. 